# Conophyma petrosum
Conophyma petrosum är en insektsart som beskrevs av Leo L. Mishchenko 1950. Conophyma petrosum ingår i släktet Conophyma och familjen Dericorythidae. Inga underarter finns listade i Catalogue of Life.